# Simon Mignolet
Simon Luc Hildebert Mignolet [simon miňolé] (* 6. března 1988, Sint-Truiden, Belgie) je belgický fotbalový brankář a reprezentant momentálně působící v belgickém klubu Club Brugge KV. Účastník Mistrovství světa 2014 v Brazílii a EURA 2016 ve Francii.

## Klubová kariéra
Z belgického klubu K. Sint-Truidense V.V. jej v červnu 2010 získal anglický tým Sunderland AFC, který s mladým brankářem podepsal 5letou smlouvu. Za Sunderland odchytal celkem 90 ligových utkání.
V červnu 2013 se Mignolet dohodl na pětileté smlouvě s jiným anglickým klubem Liverpool FC. Stal se zároveň prvním Belgičanem v historii tohoto anglického klubu. V závěru podzimní části sezóny 2014/15 se potýkal se špatnou formou, která přinutila trenéra Brendana Rodgerse posadit jej na lavičku náhradníků, jeho místo zaujal Brad Jones.

### Club Brugge KV
V říjnu 2020 byla u něj, stejně jako u dalších dvou hráčů a manažera Brugg, potvrzena nákaza nemocí covid-19, kvůli níž musel vynechat utkání základní skupiny Ligy mistrů proti Zenitu Petrohrad.

## Reprezentační kariéra
Simon Mignolet působil v belgické fotbalové reprezentaci do 21 let, za kterou odchytal celkem 8 zápasů.
Od roku 2010 je členem A-mužstva Belgie. 1. září 2010 byl poprvé nominován do A-mužstva na základě dobrých výkonů v Sunderlandu, nicméně do hry nezasáhl. Mezi tyče se poprvé postavil 25. března 2011 v kvalifikačním utkání proti domácímu Rakousku, přičemž ani jednou neinkasoval (výhra Belgie 2:0). Posléze v národním týmu vytvořil stabilní brankářskou dvojici s Thibautem Courtoisem.
Trenér Marc Wilmots jej vzal na Mistrovství světa 2014 v Brazílii, kam Belgie suverénně postoupila z prvního místa evropské kvalifikační skupiny A. Mignolet nezasáhl ani do jednoho zápasu na turnaji, všech pět odchytala brankářská jednička Thibaut Courtois. Se šampionátem se Belgie rozloučila čtvrtfinálovou porážkou 0:1 s Argentinou.
Marc Wilmots jej nominoval i na EURO 2016 ve Francii, kde byli Belgičané vyřazeni ve čtvrtfinále Walesem po porážce 1:3. Mignolet byl náhradním brankářem, nenastoupil v žádném z pěti zápasů svého mužstva na šampionátu.